# Strelecké plesá

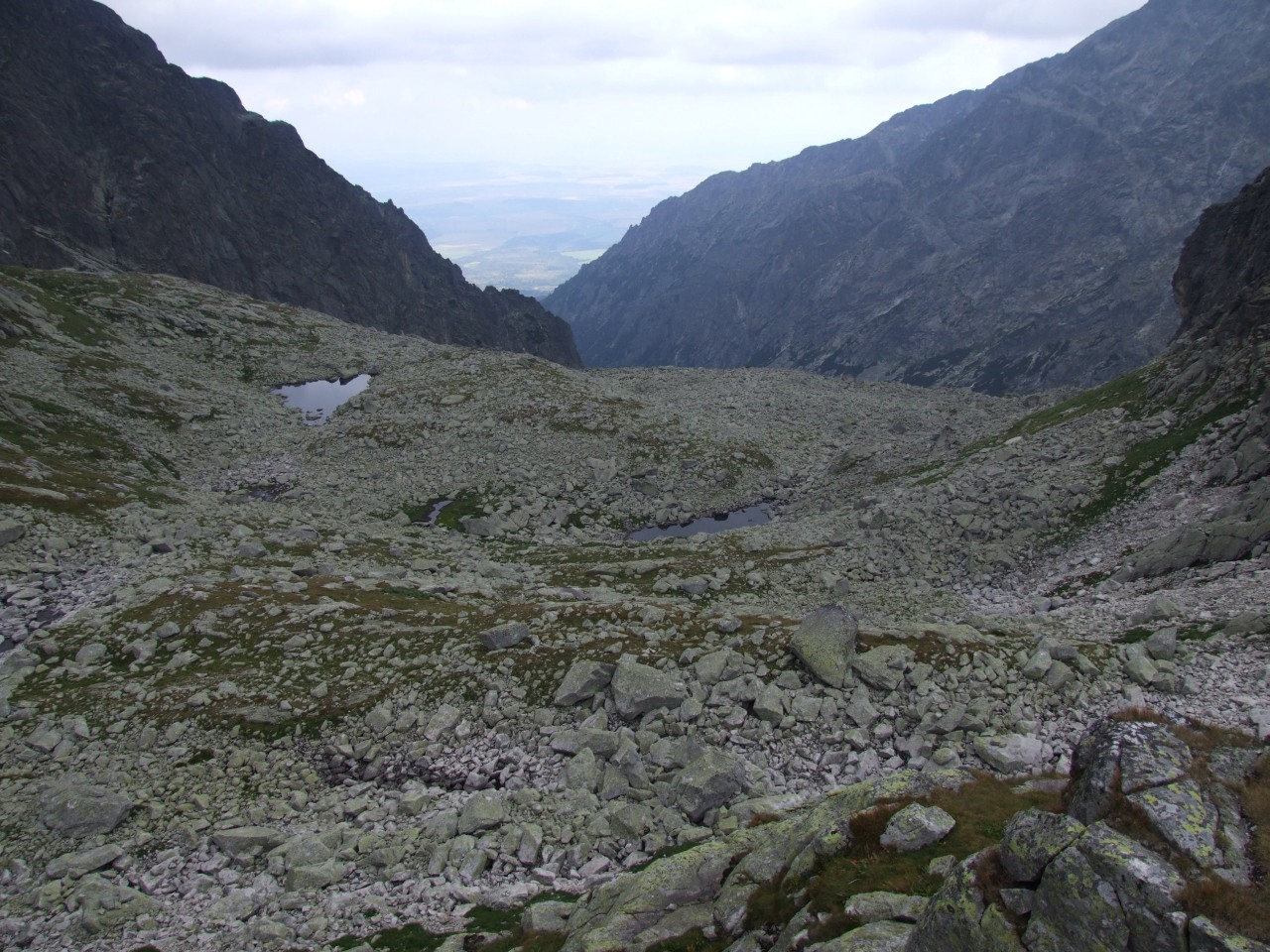
(Nižné) Strelecké plesá – vlevo Nižné Strelecké pleso, vpravo Vyšné Strelecké pleso

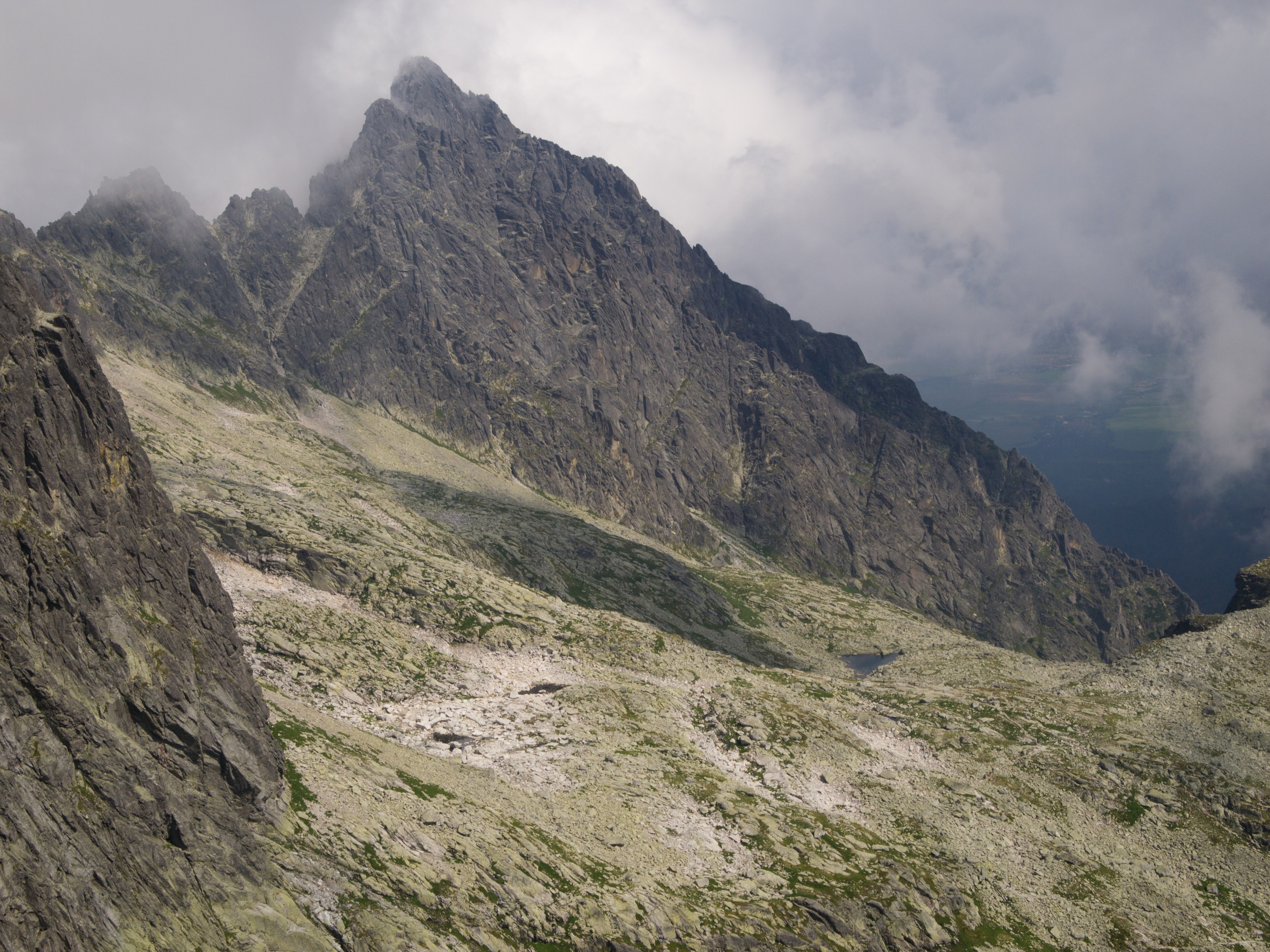
(Vyšné) Strelecké plesá (oká)

Strelecké plesá (polsky Strzeleckie Stawy, německy Aschloch-Seen nebo Jägerbreitenseen, maďarsky Hagymás-tavak nebo Vadász-lejtő-tavak) je soubor pěti ledovcových jezer nacházejících se ve Vysokých Tatrách pod Streleckou vežou na konci Veľké studené doliny nad Zbojníckou chatou. Dělí se na dvě skupiny, přičemž níže položená tříčlenná skupina nazývaná prostě Strelecké plesá nebo Nižné Strelecké plesá se nachází v nadmořské výšce okolo 2013 až 2021 m a výše položená dvoučlenná nazývaná Strelecké oká nebo Vyšné Strelecké plesá se nachází v nadmořské výšce 2135 m. Německé a maďarské pojmenování pochází podobně jako v případě Sivých ples od v okolí rostoucích česneku šerého a pažitky pobřežní, což připomíná, že tyto dvě skupiny ples byly do poloviny 19. století označované jako skupina jedna. V níže položené skupině označení ples Nižné Strelecké pleso a Vyšné Strelecké pleso nereflektuje nadmořskou výšku ale vzdálenost od ústí Veľké Studené doliny.

## Plesa
| č.  | název                 | slovensky             | polsky                | rozloha (ha) | délka (m) | šířka (m) | m.hl. (m) | objem (m³) | n.v. (m) | Souřadnice                       |
| --- | --------------------- | --------------------- | --------------------- | ------------ | --------- | --------- | --------- | ---------- | -------- | -------------------------------- |
| I   | Nižné Strelecké pleso | Nižné strelecké plesá | Niżni Strzelecki Staw | 0,1255       | —         | —         | 4,4       | 1 799      | 2 021    | 49°11′03″ s. š., 20°11′00″ v. d. |
| II  | Vyšné Strelecké pleso | Nižné strelecké plesá | Wyżni Strzelecki Staw | 0,0500       | —         | —         | 0,6       | 85         | 2 013    | 49°11′02″ s. š., 20°10′52″ v. d. |
| III | malé Strelecké pleso  | —                     | —                     | 0,0100       | —         | —         | 0,4       | [ 5 ]      | 2 020    | 49°11′04″ s. š., 20°10′55″ v. d. |
| —   | nižné Strelecké oko   | Vyšné strelecké plesá | Strzeleckie Oka       | —            | —         | —         | —         | —          | 2 135    | 49°11′12″ s. š., 20°10′44″ v. d. |
| —   | vyšné Strelecké oko   | Vyšné strelecké plesá | Strzeleckie Oka       | —            | —         | —         | —         | —          | 2 135    | 49°11′13″ s. š., 20°10′42″ v. d. |